# Isaac Angking
Isaac Angking (Providence, 24 gennaio 2000) è un calciatore statunitense naturalizzato portoricano, centrocampista del Rhode Island e della nazionale portoricana.

## Carriera

### Nazionale
Nel 2018 con la nazionale Under-20 statunitense ha preso parte al campionato nordamericano Under-20 2018.